# Caesulia axillaris
Caesulia axillaris là một loài thực vật có hoa trong họ Cúc. Loài này được Roxb. mô tả khoa học đầu tiên.